# Олимпийский комитет Индонезии
Олимпийский комитет Индонезии (индон. Komite Olimpiade Indonesia) — организация, представляющая Индонезию в международном олимпийском движении. Основан в 1946 году; зарегистрирован в МОК в 1952 году.
Штаб-квартира расположена в Джакарте. Является членом Международного олимпийского комитета, Олимпийского совета Азии и других международных спортивных организаций. Осуществляет деятельность по развитию спорта в Индонезии.